# Vermeer Thijs
Vermeer Thijs was een Belgische wielerploeg, die van 1978 tot 1982 actief was en waarvan de wortels liggen in de provincie Antwerpen. Tot 1980 heette de ploeg Mini Flat, met Vermeer Thijs als co-sponsor. 

## Historiek
Hoofdsponsor Vermeer Thijs is een meubelzaak in Westerlo, provincie Antwerpen. De ploeg was een opvolger van de Maes Pils-ploeg uit de jaren 60 en 70. De meubelzaak stapt pas in 1980 in het verhaal, als co-sponsor van Mini Flat. De uitrusting had de neiging te gelijken op een Australische nationale trui. Groene mouwstukken, en centraal een groen-geel met zwarte lijn en daarboven de sponsornamen.  
Mini Flat is een fabrikant van veranda's. De hoofdsponsor van het eerste uur, Mini Flat, was een jaar voor de overname al co-sponsor van de vorige ploeg, die werd gesponsord door brouwerij Alken-Maes. Aan het hoofd van de ploeg stond Roger Swerts. Tussen 1980 en 1982, in navolging van Lucien Willekens. Swerts is voormalig ploegmaat van Eddy Merckx bij onder andere Molteni. Roger Swerts en Lucien Willekens hadden ook één seizoen samen de ploegleiding. Willekens verliet de formatie na het seizoen 1980. Een van de vaste ploegleiders bij Vermeer Thijs was de Limburger Etienne Oyen, Swerts' ploegleider bij Splendor in 1978. 
In 1981 en 1982 reed Jos Deschoenmaecker voor Vermeer Thijs, gewezen ploegmaat van Merckx en Swerts in de jaren zeventig en Merckx' eerste luitenant. Deschoenmaecker beëindigde er zijn professionele wielerloopbaan.
Vermeer Thijs had doorheen de jaren een aantal bekende wielrenners onder contract staan. Zo begon Eddy Planckaert er zijn professionele loopbaan en reed met Stan Tourné een van de meest succesvolle baanwielrenners van dat moment voor de ploeg. Een andere opvallende naam in het rennersbestand is André Boonen, vader van Tom. Niet alleen Eddy, maar ook broers Walter en Willy Planckaert voegden zich eerder bij de ploeg. In 1980 reden de Planckaerts, die een begrip zijn in de wielrennerij, een jaar samen bij Vermeer Thijs. In 1981 reed Michel Pollentier voor de ploeg. Het laatste jaar kon men rekenen op de werken van de Nederlandse broers Jan en Adri van Houwelingen en verder die van Fons De Wolf en veldrijder Roland Liboton. Die laatste als wereldkampioen veldrijden ten tijde van wat Libotons eerste van vier wereldtitels was in die discipline bij de beroepsrenners, in 1980. In 1981 droeg hij de regenboogtrui bij de ploeg, en ook in 1982 reed Liboton in dienst van Vermeer Thijs en werd voor de tweede maal wereldkampioen veldrijden. 
Adri van Houwelingen won in 1982 de achttiende etappe in de Ronde van Frankrijk, door de Alpen met aankomst Saint-Priest. Van Houwelingen had tien minuten voorsprong op Sean Kelly, Leo van Vliet en overige achtervolgers. Eerder had Mini Flat–Vermeer Thijs met haar Belgische renner Pol Verschuere ook al de zevende etappe in Concarneau (Bretagne) gewonnen, voor Ad Wijnands en William Tackaert. De ploeg beleefde haar successen helemaal aan het eind van haar bestaan, met ook nog winst van Fons De Wolf in de klassiekers Milaan-San Remo en Omloop Het Volk. Uitschieter daarbij was toch wel de spectaculaire wijze waarop De Wolf het monument Milaan-San Remo won, in 1981.

## Bekende wielrenners
- André Boonen
- Adri van Houwelingen
- Fedor den Hertog
- Jos Deschoenmaecker
- Fons De Wolf
- Roland Liboton
- Eddy Planckaert
- Walter Planckaert
- Willy Planckaert
- Michel Pollentier
- Stan Tourné
- Pol Verschuere

## Belangrijkste overwinningen
1979
- Kuurne-Brussel-Kuurne: Walter Planckaert

1981
- Milaan-San Remo: Fons De Wolf
- 4e etappe Ronde van Zwitserland: Jan Bogaert
- 6e etappe Ronde van Zwitserland: Fons De Wolf

1982
- Omloop Het Volk: Fons De Wolf
- Le Samyn: Jos Jacobs
- 7e etappe Ronde van Frankrijk: Pol Verschuere
- 18e etappe Ronde van Frankrijk: Adri van Houwelingen